# باکیس

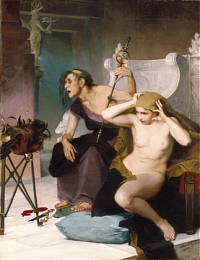
باسیدایی‌ها ۱۸۸۳ اثر سارا پکستون بال دادسون (دو پیشگو در خلسه‌ای پیشگویانه، امعاء و احشاء مرغ را می‌خوانند).

باکیس (یونانی باستان: Βάκις) نامی برای پیامبران الهام‌بخش و گویندگان وحی است که از قرن هشتم تا ششم پیش از میلاد در یونان رونق داشتند. فیلیتا اهل افسس، آلیان و جان تیتز بین سه مورد از باکیس‌ها تمایز قائل می‌شوند: باکیس بوئوتیایی، باکیس آرکادیایی و باکیس آتنی.
به گفته اروین رود «باکیس» عنوانی بود که در ابتدا به هر یک از افراد طبقه‌ای از پیشگویان وجدآور اطلاق می‌شد، اما بعدها نام خاص یک فرد در نظر گرفته شد. همچنین فعلی به نام «پیشگویی کردن» (βακίζω) وجود داشت که از نام باکیس مشتق شده بود (شبیه به مورد «سیبیل»، σιβυλλίζω: Σίβυλλα). 